# Понс, Вентура
Вентура Понс Сала (исп. Ventura Pons Sala, 25 июля 1945 — 8 января 2024) — испанский кинорежиссёр. В основном снимал фильмы на каталонском языке, но были работы и на испанском и английском языках. Понс снял 32 художественных фильма и является одним из самых известных каталонских кинорежиссеров. Его фильмы постоянно участвуют в программах самых престижных международных фестивалей (на 2024 год их около 810) и демонстрируются во многих странах мира.

## Биография
Прежде чем заняться кино, он провёл десятилетие, руководя театром, поставил около двадцати шоу. Свой первый фильм он снял в 1977 году (Ocaña, retrato intermitente), который был официально отобран для Каннского кинофестиваля 1978 года.
Понс был вице-президентом Испанской киноакадемии и участником более 34 международных выставок и ретроспектив: в лондонском Институте современного искусства (ICA), в нью-йоркском Линкольн-центре и в ведущих мировых кинотеках, например, в Лос-Анджелесе, Мехико, Буэнос-Айресе, Сантьяго, Каракасе, Белграде, Стамбуле, Варшаве, Тель-Авиве, Иерусалиме, Хайфе и многих других.
Понс также получил международные премии «За заслуги всей жизни» на кинофестивалях в Чикаго, Голуэе, Пьештянах, Лиме, Турине и Монпелье.
В Испании он был удостоен Каталонской национальной кинопремии, Испанской золотой медали в области изящных искусств, каталонского креста Святого Георгия, почётной премии Гауди Каталонской киноакадемии, премии Ондаса, премии города Уэска, премии графа Жауме д’Уржеля и премии Жорди Даудера, а также многих других.
В 2012 году в Университете Колорадо в Денвере прошла научная конференция, посвященная работе Понса в кинематографе. Вервюрт опубликовал книгу об этой конференции: «Вентура Понс: исключительный взгляд из каталонского кино» (англ. Ventura Pons: An Exceptional Gaze from the Catalan Cinema).
В 2011 году Понс опубликовал книгу мемуаров «Моё (и другое)» (англ. Mine (and the Others)), а в 2017 году вышла в свет его книга «Я вкусил плоды древа жизни» (англ. I Have Tasted the Fruits of the Tree of Life. В 2012 году он также опубликовал дневник мирового турне под названием «54 дня и немного больше» (англ. 54 Days and a Bit More ).
Понс умер 8 января 2024 года в возрасте 78 лет.

## Фильмография
- 2019 Будь счастлив! (Be Happy! (the musical))
- 2018 Мисс Дали (Miss Dalí)
- 2017 Sabates grosses
- 2016 Oh, quina joia!
- 2015 El virus de la por
- 2011 Mil cretins, 2
- 2011 Any de Gràcia
- 2009 A la deriva,
- 2008 Чужие люди (Forasters),
- 2007 La vida abismal
- 2007 Барселона (карта) (Barcelona (un mapa))
- 2006 Раненые животные (Animals ferits)
- 2004 Идиотская любовь (Amor idiota)
- 2003 El gran Gato
- 2002 Пища любви (Food of Love)
- 2001 Любовь Аниты (Anita no perd el tren)
- 2000 Умереть (или нет) (Morir (o no))
- 1999 Любимый друг (Amic/Amat)
- 1998 Ласки (Carícies)
- 1997 Актрисы (Actrius)7
- 1995 Положение вещей (El perquè de tot plegat)
- 1994 Пожалуйста, Росита (Rosita, please!)
- 1992 Сегодня вечером или никогда (Aquesta nit o mai)
- 1991 Què t’hi jugues, Mari Pili?
- 1989 Puta misèria!
- 1986 Блондинка в баре (La rossa del bar)
- 1981 Викарий из Олота (El vicari d’Olot)
- 1979 Informe sobre el FAGC
- 1978 Ocaña, retrato intermitente